# الی برازیل
الی جید برازیل (زادهٔ ۱۰ ژانویه ۱۹۹۹) بازیکن حرفه‌ای فوتبال اهل انگلستان است که برای باشگاه چمپیونشیپ زنان انگلیس، چارلتون اتلتیک بازی می‌کند. او در سن ۱۶ سالگی به بیرمنگام سیتی پیوست و در رده‌های سنی زیر ۱۵ تا زیر ۲۳ سال انگلستان بازی کرده است.

## دوران باشگاهی
پیش از پیوستن به بیرمنگام، برزیل در آکادمی دربی کانتی بازی می‌کرد و در رقابت‌های قهرمانی دوومیدانی مدارس انگلستان در سال ۲۰۱۵ مدال طلای مادهٔ ۸۰۰ متر را به دست آورد.

### فیورنتینا
در اوت ۲۰۱۷، الی به باشگاه فیورنتینا زنان در سری آ زنان پیوست، با وجود دریافت پیشنهادی «هیجان‌انگیز و تازه» از باشگاه بیرمنگام سیتی. او نخستین گل خود را در تاریخ ۲۸ اکتبر ۲۰۱۷ در سومین بازی فصل برابر ساسولو به ثمر رساند.